# Joan-Eloi Vila
Joan-Eloi Vila de Paz (Barcelona, 12 d'abril de 1959 – 17 de gener de 2021) va ser un músic barceloní.

## Guitarrista
La seva carrera en el món musical, però començaria cap als anys 60 com un dels components d'Els Xipis, una banda infantil apadrinada per Lluís Llach i Laura Almerich. La banda arribaria a publicar un parell de discos abans de dissoldre's, tot i que el 2015 es reuniren de nou per celebrar un aniversari al Centre de Sarrià, amb la presència de Laura Almerich i Joan-Eloi Vila.
Joan-Eloi Vila cursà estudis de música al Conservatori Superior de Música del Liceu, al Centre d'Estudis Musicals, a l'Aula de Música Moderna i Jazz, i realitzà 10 Master-Class amb Joe Pass a França. Exercí també de professor de música a centres com L'Esclat de Manresa, l'Escola Municipal de Música d'Esparraguera, l'Associació Músics de Jazz i Música Moderna de Catalunya entre d'altes.
Vila va col·laborar amb l'orquestra La Salseta del Poble Sec en alguns dels seus concerts i va dedicar-se en els anys següents a ser músic d'estudi i de directe, enregistrant o acompanyant del 1980 al 1984 artistes tan diversos com Núria Feliu, Joaquín Sabina i Joan Manuel Serrat, Albert Fibla, Ramon Muns, el cantautor terrassenc Litus o Jimmy Page. Va participar en el concert i el disc d'homenatge a Joan Baptista Humet. La llista d'artistes amb qui col·laborà fou molt extensa incloent-hi també a Manolo Escobar, Sara Montiel, Joan Isaac, Ana Belén i Víctor Manuel, Llorenç de Santamaria, Francesc Burrull, Raimundo Amador, Parrita, Sergio Dalma, Manzanita, Jorge Sepúlveda, El Gran Wyoming, Big Band de Barcelona, Moncho, Joan Tena, Miguel Ríos, Àngels Gonyalons, Edu Soto i altres.
L'any 2000 publicà el que seria el seu únic disc en solitari, per celebrar els seus 40 anys, i que titularia "40 anys i un dia". Un àlbum en el qual hi hauria peces majoritàriament instrumentals, i tan sols una peça cantada en català per Mone: “Sé que t'estimaré”.
El 2012 decideix formar el duet "BCN swing" conjuntament amb el vocalista Philip Stanton.

## Ràdio i Televisió
A la ràdio inicià la seva carrera en programes com Realitat Virtual, Serendipia i Tot es molt confús. I del setembre de 2011 al juliol de 2012 participà en la secció "El Consultori del professor Joan Eloi Vila" al programa Tot és molt confús de Catalunya Ràdio.
A la televisió col·laborà en programes com Eugeni, 5 millor que 2, Angel Casas Show, Bonic vespre i La noche abierta. Però el salt a la fama fou quan començà a treballar amb l'humorista Andreu Buenafuente com a membre de la banda de música del programa Sense Títol, Sense títol 2, Sense títol,S/N,... I uns anys després, ocasionalment tingué breus rèpliques amb Andreu, al programa La Cosa Nostra (1999) i Una altra cosa (2002). Posteriorment, Buenafuente va passar a la cadena Antena 3 amb programa homònim BFN en 2005 i el va acompanyar, així com en el seu pas a la Sexta.
Ha participat tocant juntament amb els membres de la banda de BFN en emissions especials La Sexta de cap d'any del 2009 i 2010 amb Berto Romero i Ana Morgade.
El 2012 va començar la seva participació en el programa d'Antena 3 Buenas noches y Buenafuente.
Va morir el 17 de gener de 2021, segons va publicar la productora El Terrat a les seves xarxes socials.

## Discografia
| • 40 anys i un dia (2000) |
| --- |
| (Salseta Records) 1. Ain't no sunshine 2. Oféndeme 3. Estrella Eloika 4. Nana 5. Carmen 6. A child is born 7. Se que t'estimaré, cantat per Mone. 8. Serem i som 9. Ets com tocs 10. Gin Toni |